# Brackie

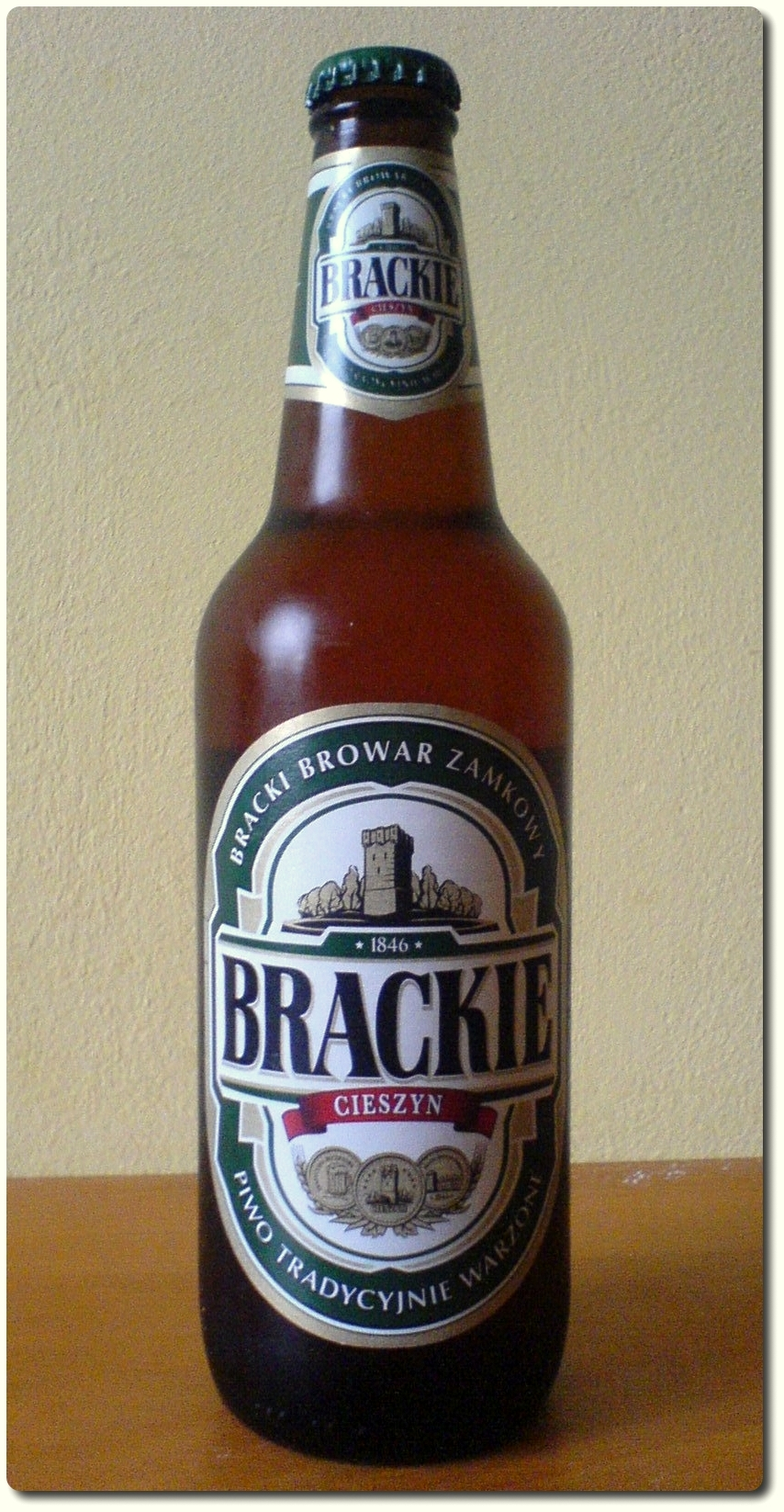
Bierflasche

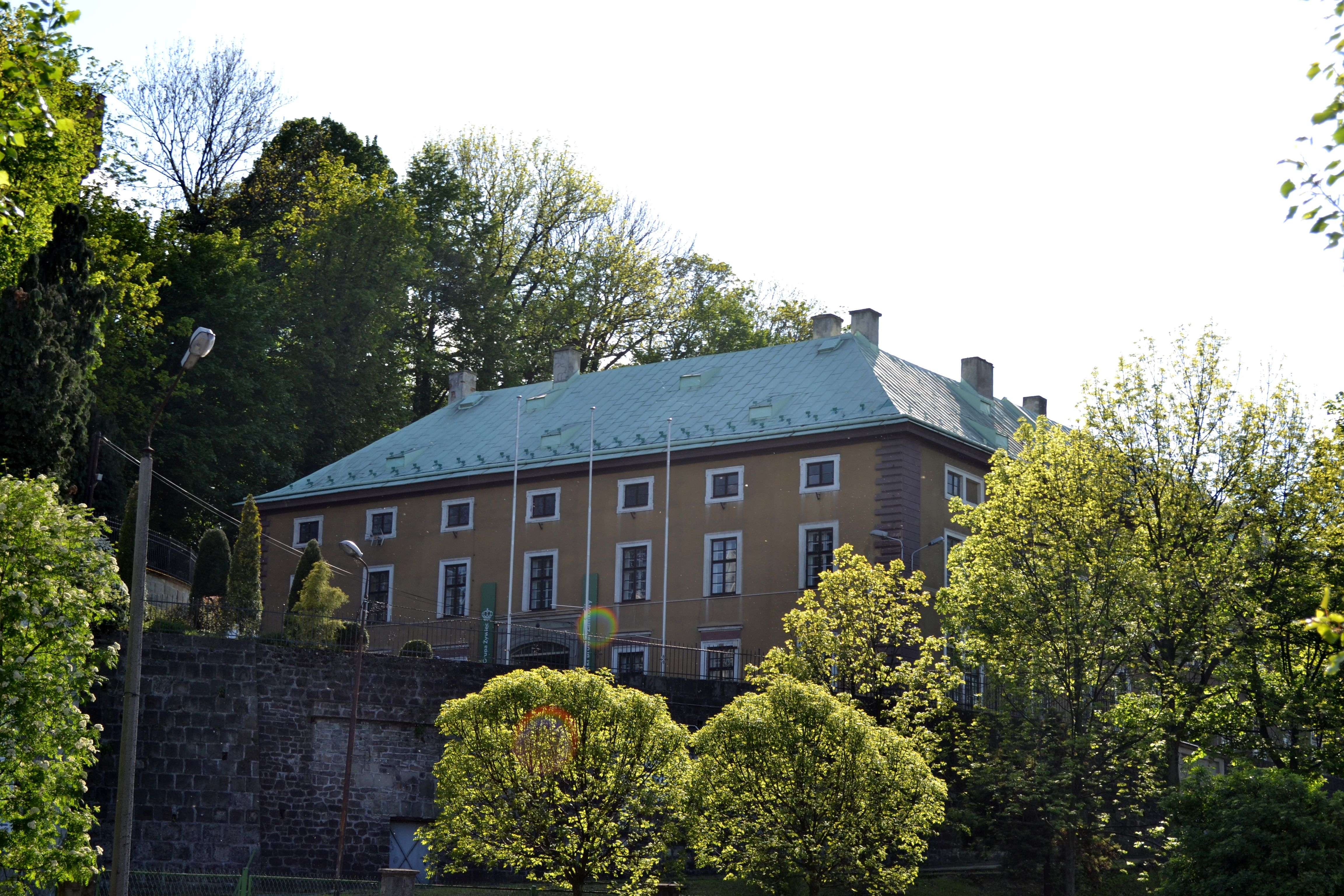
Schlossbrauerei Cieszyn

Brackie ist ein helles, untergäriges Bier aus Polen mit einem Alkoholgehalt von 5,5 % Vol. Es wird in der Schlossbrauerei in Cieszyn gebraut, die zur Grupa Żywiec gehört, die wiederum Teil des Heineken-Konzerns ist. Die Tradition des Bierbrauens in Cieszyn stammt aus dem 15. Jahrhundert, die Schlossbrauerei entstand Mitte des 19. Jahrhunderts. Im Logo ist der Piastenturm auf dem Cieszyner Burgberg, auf dem sich auch die Schlossbrauerei befindet, dargestellt. Die Bezeichnung Brackie stammt von dem polnischen Wort brat ab, was auf die Gründungslegende von Cieszyn zurückgeht, das 810 von drei Brüdern Leszek, Cieszek und Bolko gegründet worden sein soll.